# أرب 302
Arp 302 (المعروفة أيضا باسم مجرة علامة التعجب !) هي مجرة تقع في كوكبة العواء.وتسمى أيضا VV 340 أو UGC 9618 تتكون من زوج من المجرات الحلزونية الغنية بالغاز في مراحلها الأولى من التفاعل. توجد كمية هائلة من ضوء الأشعة تحت الحمراء يشعها الغاز من النجوم الضخمة التي تتشكل بمعدل مماثل لأقوى المناطق النجمية العملاقة في درب التبانة. تبعد حوالي مليون سنة ضوئية من الأرض، وتوجد في أطلس المجرات الغريبة.
في عام 2011، تمت مشاهدة هذا الزوج باستخدام مرصد تشاندرا الفضائي للأشعة السينية:
بسبب تفاعل الجاذبية بين النظامين المجريين يتم تحفيز تراكمات  الغاز والغبار لتشكيل عدد كبير من  النجوم الزرقاء. هذا هو السبب في أن المجرتين تشعان أيضًا بشكل مكثف في اللون الأزرق المرئي الضوء. هذه النجوم شديدة الحرارة بحيث تنبعث منها كميات كبيرة من الأشعة السينية.
نظرًا لأن المجرتين مضيئتان جدًا أيضًا في ضوء الأشعة تحت الحمراء طويل الموجة، يُشار إليهما أيضًا باسم «مجرات الأشعة تحت الحمراء المضيئة (LIRG)».

## صور

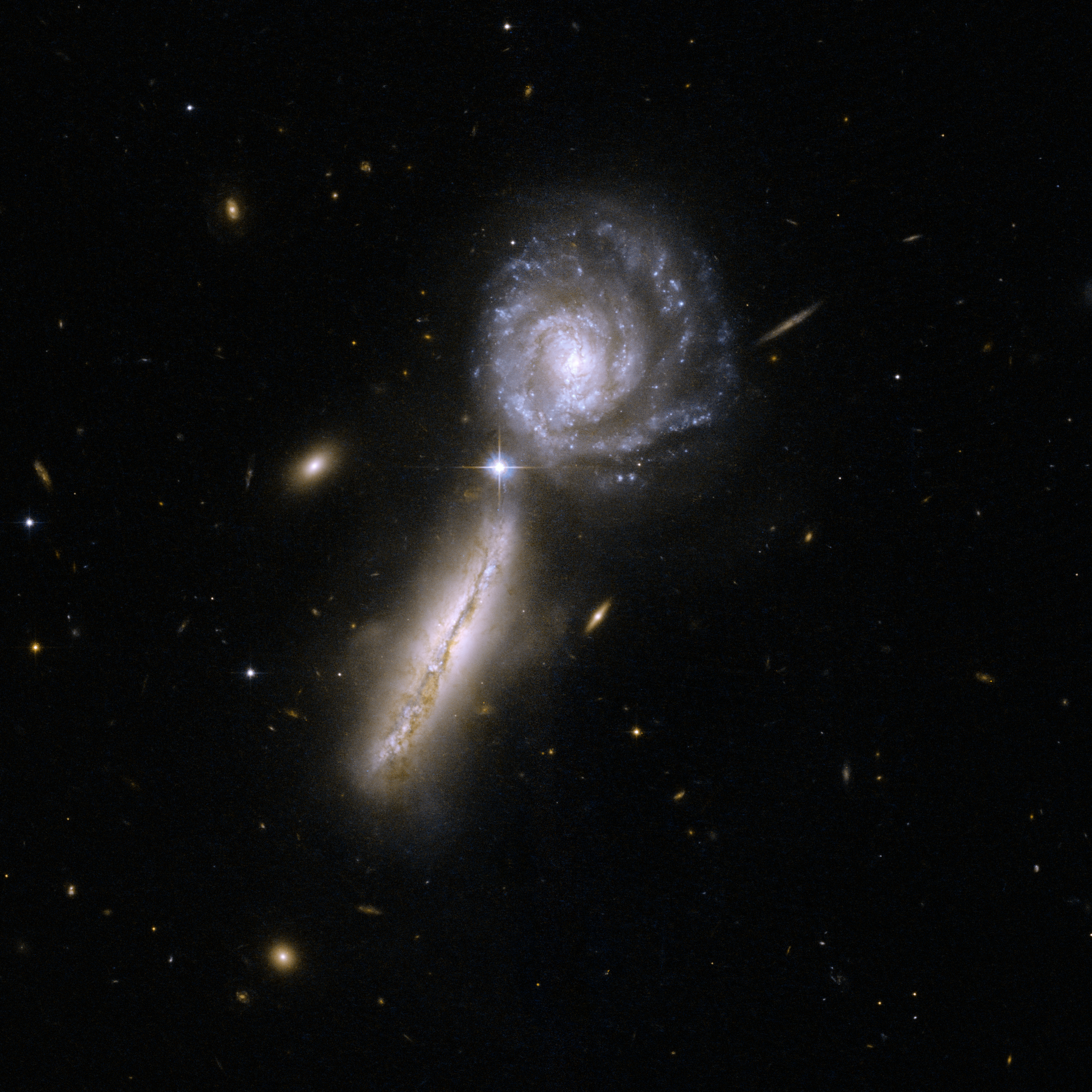
UGC 9618.
- UGC 9618
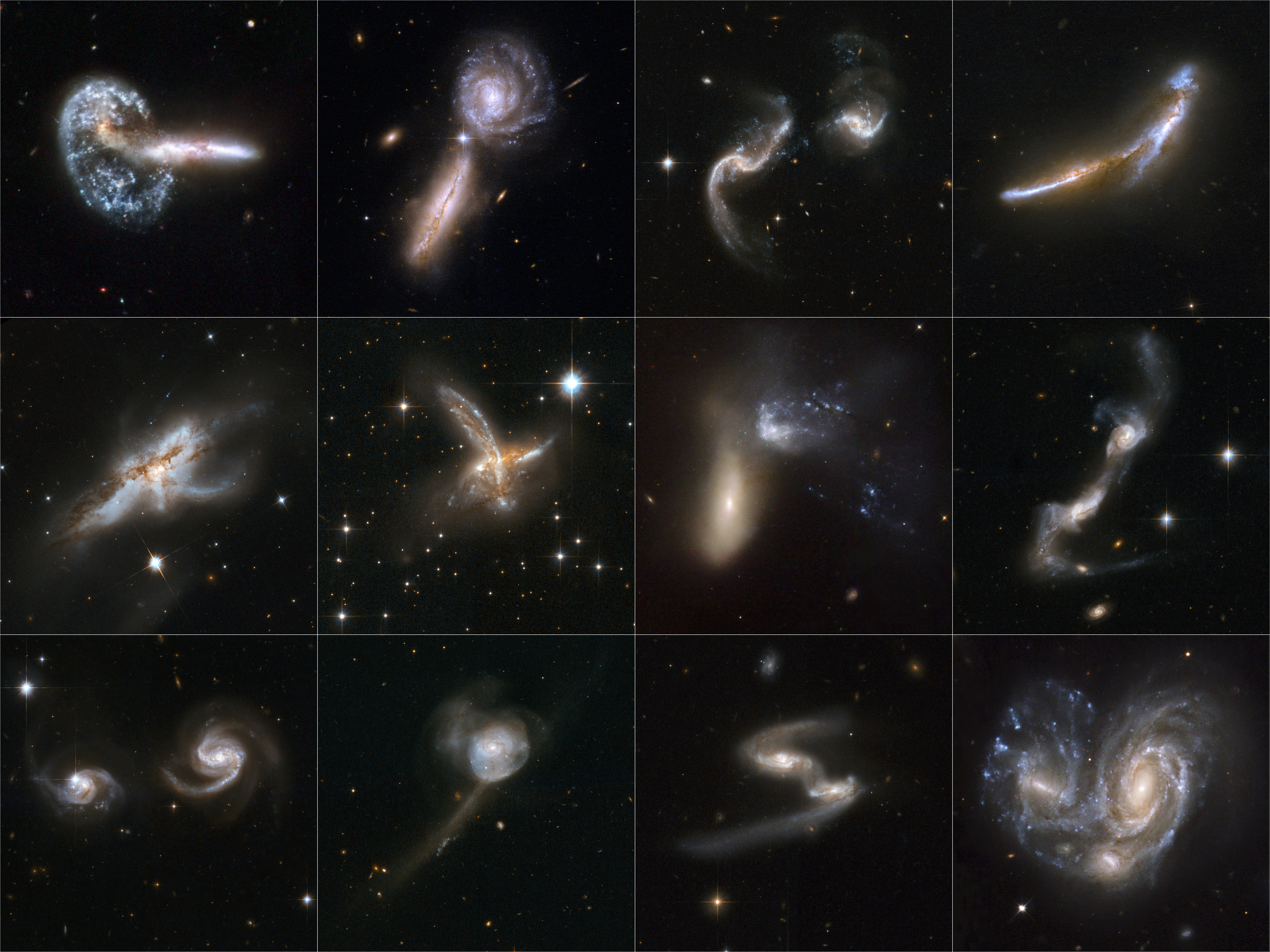
تفاعل مجري: Arp 148, VV 340, Arp 256, NGC 6670, NGC 6240, ESO 593-8, NGC 454, UGC 8335, NGC 6786, NGC 17, ESO 77-14, NGC 6050.

## وصلات خارجية
- Arp 302 على موقع ويكي سكاي: DSS2, SDSS, GALEX, IRAS, Hydrogen α, X-Ray, Astrophoto, Sky Map, Articles and images